# Laurent Chirio
Laurent Vincent Chirio (* 3. November 1957 in Marseille, Frankreich) ist ein französisch-italienischer Biologe und Herpetologe.

## Leben
Chirio erlangte 1977 das DEUG-Diplom in Biologie an der Universität Orléans. Im Juni 1979 machte er seinen Masterabschluss in Tierbiologie und im Juni 1980 den Master in Naturwissenschaften an der Universität Orléans. Im Juli 1980 erhielt er das Lehrer-Zertifikat (CAPES) und im Juli 1981 erlangte er die Agrégation in den Naturwissenschaften. Von 1981 bis 1986 war er als Lehrer für Naturwissenschaften an verschiedenen Schulen tätig, darunter am Lycée Xavier Marmier Pontarlier, am Collège de Mouthe, und Collège Jules Ferry d’Épinal und am Lycée Lakhdar el Bah de Khenchela in Algerien. Im September 1995 legte er seine Ph.D.-Dissertation mit dem Titel Biogéographie des Reptiles du massif de l’Aurès (Algérie) an der École pratique des hautes études vor. Seit August 1997 ist er freier Mitarbeiter am Muséum national d’histoire naturelle, darunter von Juli bis Dezember 2017 beim Projekt zur Inventarisierung von Reptilien, Amphibien und Zahnkärpflingen in der Region des Flusses Ogooué in Gabun. Seit 2004 ist er im pädagogischen Beirat der Agence pour l’enseignement français à l’étranger (AEFE) tätig. Von 2011 bis 2014 war er Herpetologe beim Terre Environnement Aménagement (TEREA) zur Inventarisierung von Reptilien, Amphibien und Zahnkärpflingen in afrikanischen Regenwäldern. Von 2013 bis 2014 war er Mitarbeiter beim Umweltbüro SYLVATROP zur Wildtierinventarisierung in Guinea.
Zu Chirios Forschungsinteressen zählen die evolutionäre Biogeographie und Ökologie afrikanischer Reptilienpopulationen, die Systematik und Evolution afrikanischer Reptilien, die medizinische Versorgung bei Schlangenbissvergiftungen, Studien über traditionelle afrikanische Heilmittel gegen Schlangenbissvergiftungen, der Schutz afrikanischer Reptilien, die evolutionäre Biogeographie und Populationsökologie afrikanischer Amphibien sowie die Systematik, die Evolution, die evolutionäre Biogeographie und die Populationsökologie afrikanischer Zahnkärpflinge.
Seit 1971 ist Chirio Mitglied der Société Herpétologique de France. 1999 wurde er mit dem Ritterkreuz des Ordre des Palmes Académiques ausgezeichnet.
2011 und 2012 war Chirio Co-Autor der Bücher Atlas des reptiles du Cameroun und Lézards, crocodiles et tortues d’Afrique occidentale et du Sahara, die beide beim Institut de recherche pour le développement (IRD) erschienen sind.

## Dedikationsnamen
2001 wurde Chirio im Artepitheton der Krötenart Wolterstorffina chirioi aus Kamerun geehrt. 2002 wurde die Orchideen-Hybride Aerangis xchirioana aus Kamerun nach ihm benannt. 2013 wurde die Zahnkärpflingsart Pronothobranchius chirioi aus Burkina Faso beschrieben. 2014 wurde Chirio im Artepitheton der Doppelschleichen-Art Cynisca chirioi gewürdigt.

## Erstbeschreibungen von Laurent Chirio
Chirio ist seit 1991 an mehreren Erstbeschreibungen von Fischen, Echsen und Schlangen beteiligt gewesen, darunter:
- Aphyosemion aurantiacum, 2018
- Aphyosemion barakoniense, 2018
- Aphyosemion flavocyaneum, 2018
- Aphyosemion flammulatum, 2018
- Aphyosemion pusillum, 2018
- Aphyosemion rubrogaster, 2018
- Atractaspis branchi, 2019
- Cnemaspis alantika, 2006
- Hemidactylus kundaensis, 2012
- Hemidactylus makolowodei, 2006
- Leptosiaphos koutoui, 2004
- Myriopholis occipitalis, 2019
- Trachylepis makolowodei, 2008
- Trachylepis mekuana, 2000
- Trachylepis nganghae, 2004
- Trachylepis pendeana, 2000
- Naja guineensis, 2018
- Naja savannula, 2018
- Naja senegalensis, 2009
- Rhamphiophis maradiensis, 1991